# Pappas-Gruppe
Die Pappas Holding GmbH ist eine österreichische Unternehmensgruppe, die in Österreich und Ungarn im Automobilhandel tätig und zu 100 % in Familienbesitz ist. Der zentrale Firmensitz befindet sich in Salzburg.

## Überblick
Das Autohandelsunternehmen Pappas zählt mit über 2.800 Mitarbeitern und über 400 Lehrlingen zu den größten Unternehmen der österreichischen Autobranche. Die Gruppe betreibt ein Netz von über 30 Verkaufs- und Serviceniederlassungen in Tirol, Salzburg, Ober- und Niederösterreich, Wien, der Steiermark und in Ungarn. Pappas vertreibt und serviciert vom Kleinwagen bis zum Lkw eine große Bandbreite an Kraftfahrzeugen und bietet auch Dienstleistungen, wie Fahrzeugtuning, Oldtimer-Restaurierung und maßgeschneiderte Nutzfahrzeug-Aufbauten an.
Als Mehrmarken-Automobilhandelshaus ist Pappas autorisierter Vertriebs- und Servicepartner für die Marken Mercedes-Benz, Mercedes-AMG, Smart, Jeep, Mitsubishi Fuso, Unimog, Multihog, McCormick und Bucher Municipal sowie Servicepartner für Maserati, Lancia, Chrysler und Dodge. In Ungarn ist Pappas zusätzlich autorisierter Vertriebs- und Servicepartner für die Marken Alfa Romeo, KIA und Fiat sowie Servicepartner für Iveco.

## Geschichte
Bereits 1948 begann der damals 20-jährige Georg Pappas mit dem Handel von Automobilen. 1951 lernten die Brüder Georg und Dimitri Pappas den Mercedes-Benz-Generalvertreter Günther Wiesenthal kennen, mit dem sie in weiterer Folge die österreichische Mercedes-Benz-Organisation maßgeblich gestalteten.
1952 wurde die Georg Pappas Automobil AG in Salzburg gegründet und 1960 übernahm Georg Pappas die Geschäftsführung des Mercedes-Benz-Zentralbüros, der heutigen Mercedes-Benz Österreich Vertriebsgesellschaft mbH, während sich Dimitri Pappas um wichtige Kontakte kümmerte. Das Unternehmen florierte und entwickelte sich zu einem der größten Autohandelsunternehmen in Mitteleuropa. So baute Georg Pappas das Automobilhandelsgeschäft mit der Errichtung von Niederlassungen in Salzburg (1957) und  Wien (1959) sowie der Übernahme der steirischen Firma Konrad Wittwar (1964, nunmehr Pappas Steiermark), der oberösterreichischen Firma F. Zelenka (1972, nunmehr Pappas Oberösterreich) und der Tiroler Retterwerk AG (1986, nunmehr Pappas Tirol) weiter aus. Diese Gesellschaften bilden noch heute die Basis für das Automobilgeschäft in Österreich.
1990 gründete Georg Pappas die ungarische Generalvertretung Mercedes-Benz Magyarország Kft. und expandierte erstmals ins Ausland. Inzwischen wurde in Ungarn ein Handelsnetz mit sechs Standorten aufgebaut, die Pappas Auto Ungarn.
Dimitri Pappas verstarb im Jahr 1999. Ab dem Jahr 2005 zog sich auch Georg Pappas sukzessive aus dem aktiven Geschäftsleben zurück und verstarb im Februar 2008. 2005 wurde die Unternehmensführung an die Kinder von Georg Pappas, Alexander Pappas und Catharina Pappas übergeben. Bis heute ist Pappas zu 100 % in Familienbesitz.
2015 übernahm Catharina Pappas mit ihrem Unternehmen CP Auto GmbH die Salzburger Frey Autohaus GmbH mit 230 Mitarbeitern. Diese Gesellschaft wurde 2017 in die Pappas Holding GmbH integriert.

## Vertrieb
Aktuell betreibt Pappas 45 Verkaufs- und Serviceniederlassungen in Österreich und Ungarn:
- Georg Pappas Automobil GmbH, Salzburg, mit sechs Standorten
- Pappas Auto GmbH, Wien und Niederösterreich, mit sechs Standorten
- Pappas Automobilvertriebs GmbH, Oberösterreich, mit fünf Standorten
- Pappas Steiermark GmbH, Steiermark, vormals Konrad Wittwar GesmbH., mit sechs Standorten
- Pappas Tirol GmbH, Tirol, vormals Retterwerk GmbH, mit drei Standorten
- Pappas Auto Ungarn, Budapest, mit sechs Standorten
- AutoFrey Handelsgruppe, Salzburg, mit fünf Standorten (Salzburg, Hallwang, Villach, St. Veit im Pongau und Steyr)

## Marken
Unter dem Dach von Pappas wird eine breite Palette an Marken angeboten:
Personenfahrzeuge:
- Mercedes-Benz, z. B. C-Klasse, GLA, GLE Coupé,
- Mercedes-AMG, z. B. A 45 AMG 4MATIC
- Smart, z. B. fortwo coupé und cabrio, forfour
- Jeep, z. B. Grand Cherokee, Wrangler, Renegade

Nutzfahrzeuge:
- Mercedes-Benz, z. B. Vito, Sprinter, Citan
- Mitsubishi Fuso, z. B. Canter Eco Hybrid-Modell
- Unimog, z. B. U 216/218, U 4023/5023
- Bucher Municipal, z. B. CityCat, CityFant
- Multihog, z. B. MH-Baureihe
- McCormick, z. B. X60-Baureihe

Darüber hinaus ist Pappas an ausgewählten Standorten autorisierter Service-Partner für die Marken DAF und OMNIplus.

## Dienstleistungen
Die Pappas Servicezentren bieten eine Vielzahl an verschiedenen Dienstleistungen an:
- Verkaufsberatung für Neu- und Gebrauchtwägen
- Reparatur und Wartung
- Instandsetzung von Karosserie und Lack
- Um- und Aufbaulösungen
- Teile- und Zubehörprogramm
- Räder- und Zubehörkonfiguration
- Performance und Tuning mit den Tuningpartnern Mercedes-AMG, Brabus und Carlsson
- Garantieleistungen
- 24-Stunden-Notfallhilfe
- Accessories
- Classic Oldtimerkompetenz
- Umbauten für Menschen mit Handicap

## Sponsoring
Sponsoring ist ein elementarer Bestandteil der Unternehmensphilosophie von Pappas, Schwerpunkt ist dabei das Social Sponsoring. Seit vielen Jahren unterstützt das Unternehmen den Verein Partner-Hunde Österreich sowie die Kinderhilfsorganisation Rainbows in Salzburg und Graz. Darüber hinaus gibt es einige kleinere Unterstützungsprojekte.